# Compañía Marconi
La Compañía Marconi (en inglés, Marconi Company) fue una empresa británica de telecomunicaciones e ingeniería que hizo negocios con ese nombre desde 1963 hasta 1987, aunque su historia, con distintos nombres, abarca desde sus inicios en 1897 hasta su cierre definitivo en 2006. Durante ese tiempo, la empresa sufrió numerosos cambios, fusiones y adquisiciones.
Fundada por el inventor italiano Guillermo Marconi, comenzó con la denominación de "Compañía de Telégrafos y Señales Inalámbricos", siendo pionera en la comunicación inalámbrica de larga distancia y en los medios de difusión masivos. Se convirtió en una de las empresas de fabricación de material eléctrico y electrónico más exitosas del Reino Unido. En 1999, su división de fabricación de defensa, Marconi Electronic Systems, se fusionó con British Aerospace para formar BAE Systems. En 2006, dificultades financieras extremas llevaron al colapso del resto de la compañía, con la mayor parte del negocio adquirido por la compañía telefónica sueca Ericsson.

## Historia

### Denominaciones
- 1897–1900: The Wireless Telegraph & Signal Company
- 1900–1963: Wireless Telegraph Company de Marconi
- 1963–1987: Marconi Company Ltd
- 1987–1998: GEC-Marconi Ltd
- 1998–1999: Marconi Electronic Systems Ltd
- 1999-2003: Marconi plc
- 2003-2006: Marconi Corporation plc

### Primeros tiempos

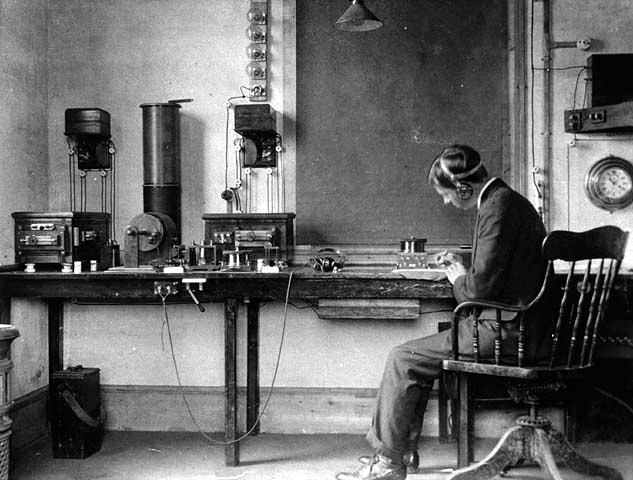
Un empleado de la Compañía Marconi, Inglaterra, 1906

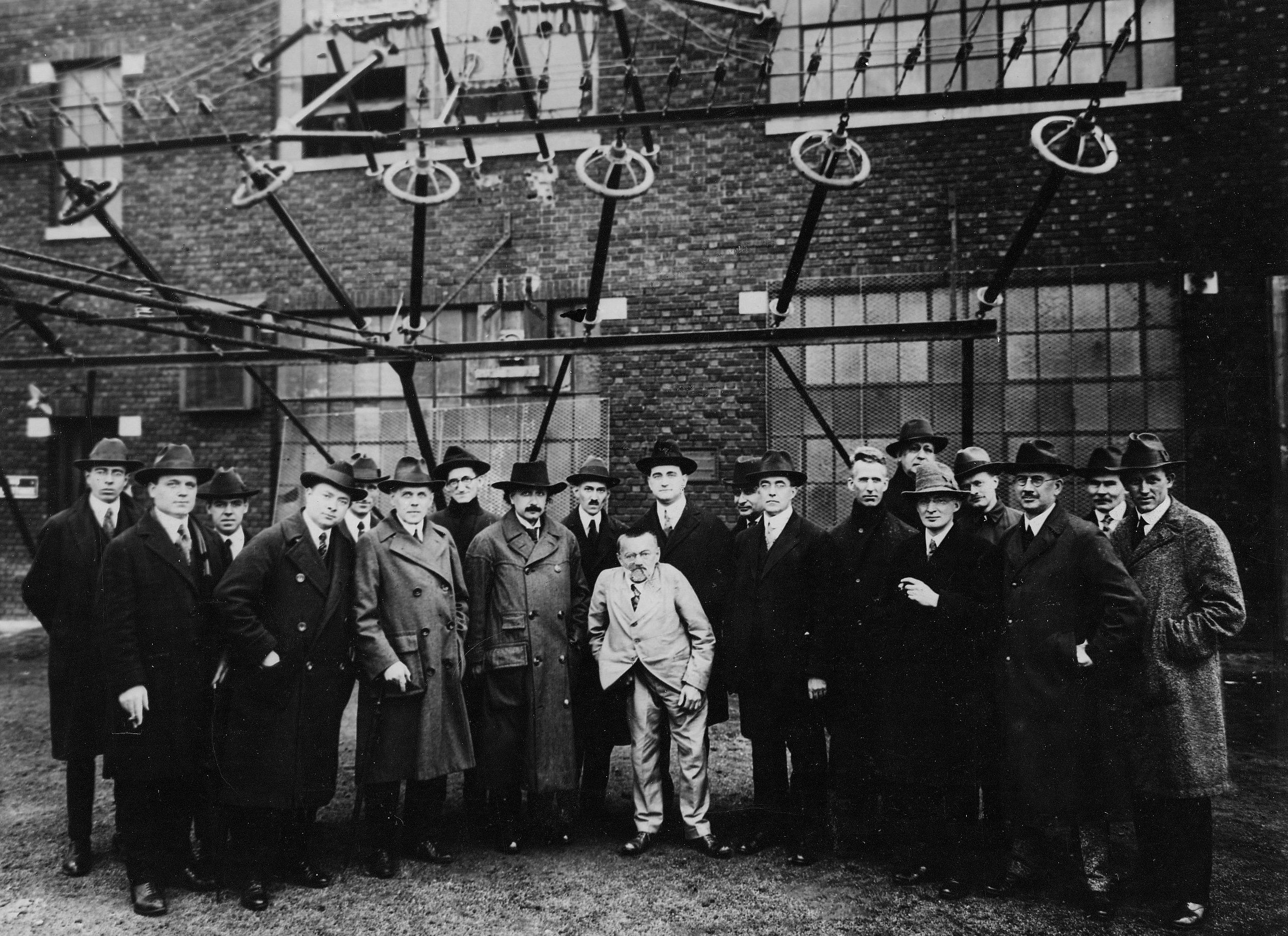
Estación Inalámbrica de Marconi en Somerset (Nueva Jersey), en 1921

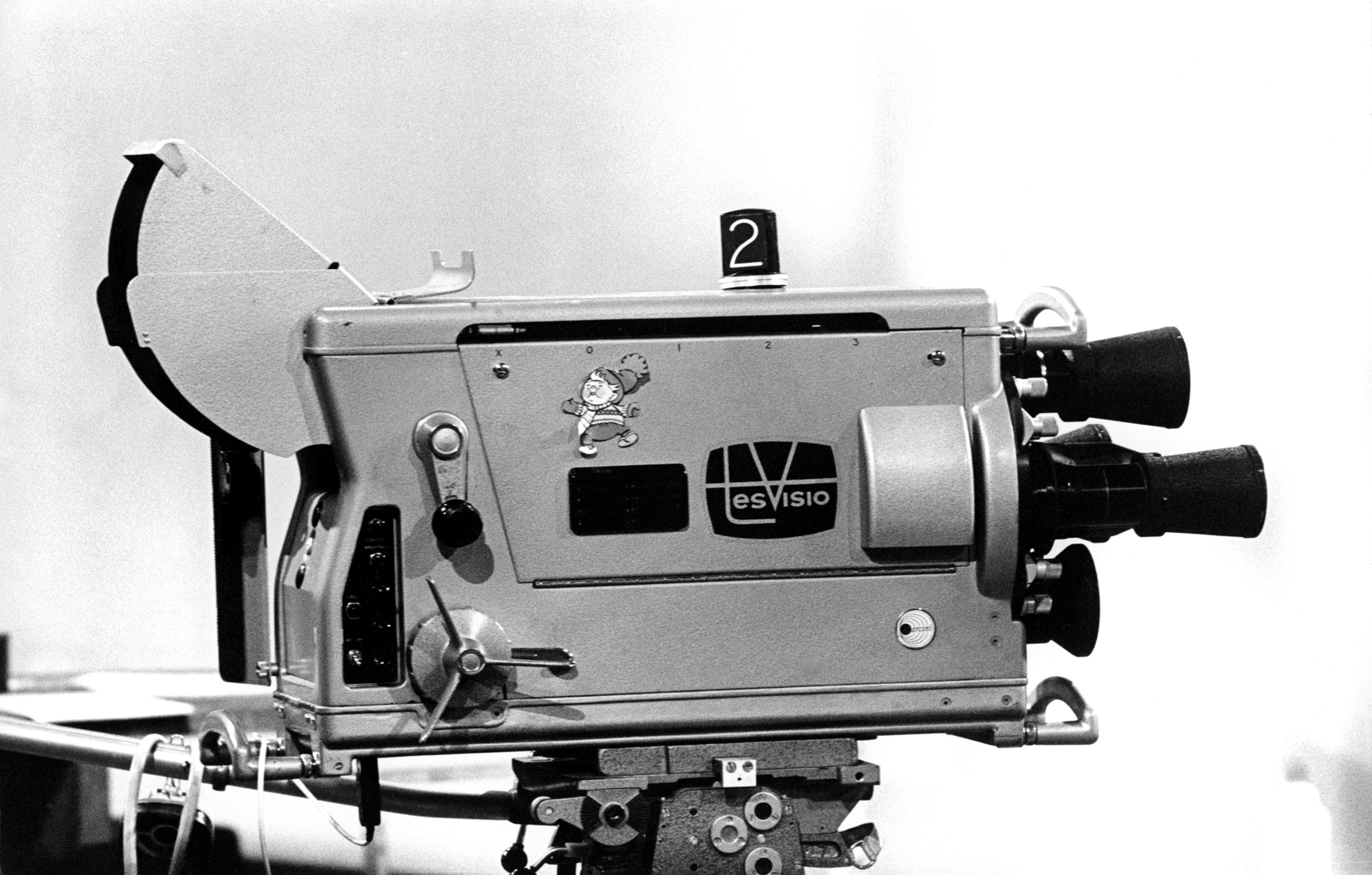
Cámara de televisión Marconi (1957-1965)

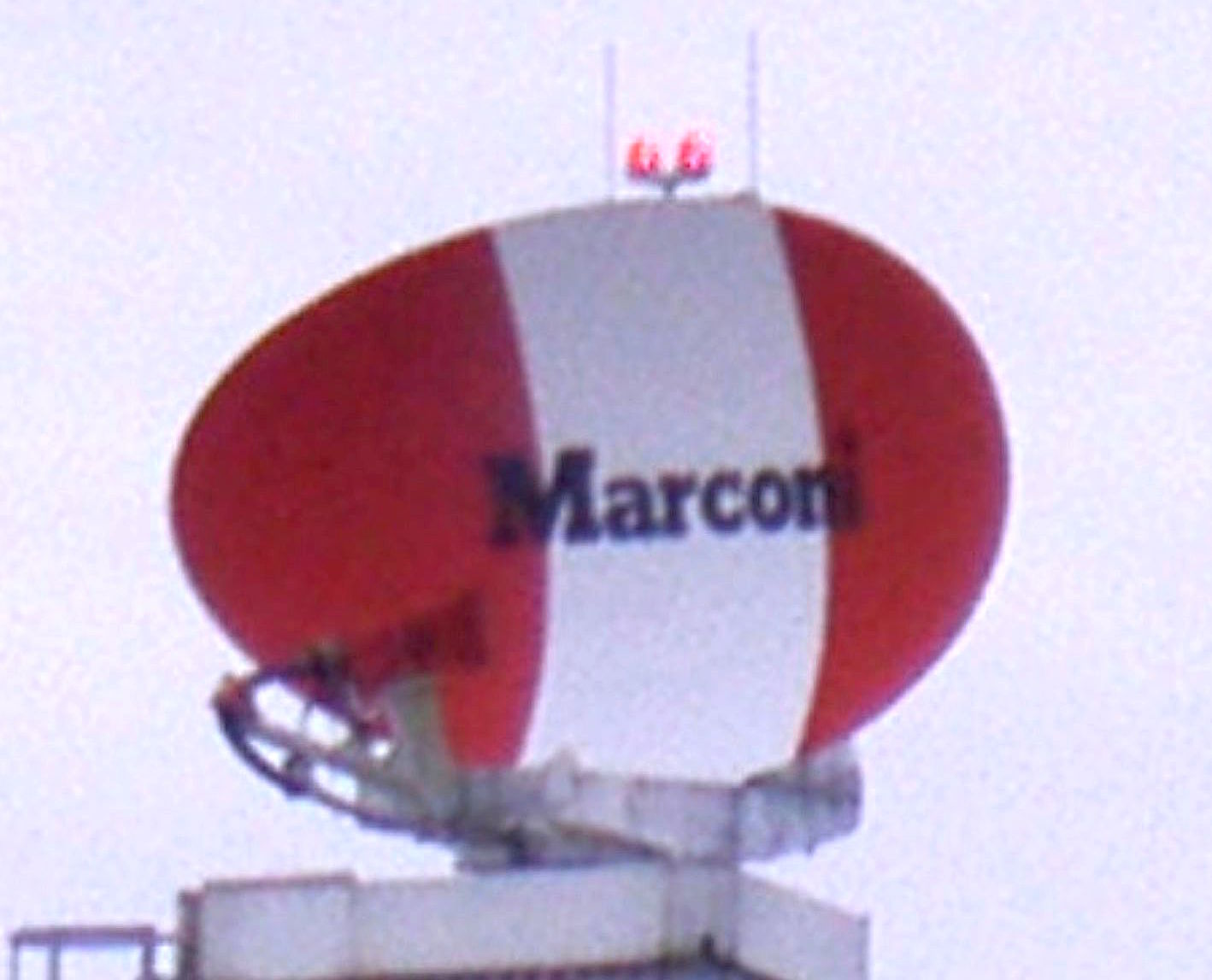
Radar Marconi en el aeropuerto de Norwich (2007)

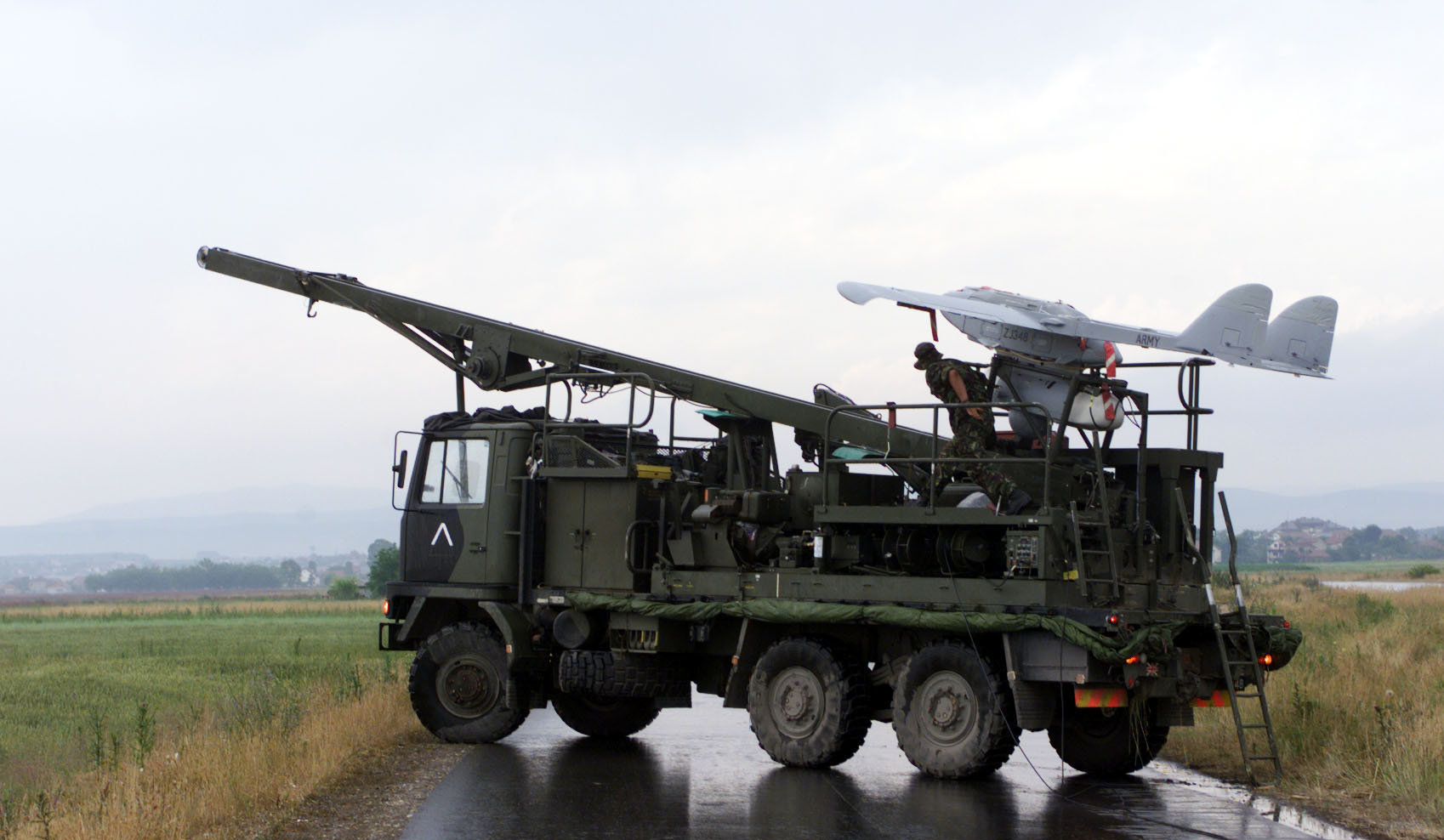
Avión no tripulado BAE Systems Phoenix (originalmente GEC-Marconi Phoenix)

La "Wireless Telegraph and Signal Company" de Marconi se formó el 20 de julio de 1897, tras la concesión de una patente británica para la tecnología inalámbrica en marzo de ese mismo año. La compañía abrió la primera fábrica de radio del mundo en Hall Street Chelmsford, en 1898 y fue responsable de algunos de los avances más importantes en radio y televisión, entre los que se incluyen:
- La válvula termoiónica diodo en 1904 (Fleming)
- Primera transmisión transatlántica de radio
- Sintonizador y transmisor de alta frecuencia
- Fundación de la British Broadcasting Company (que luego se convertiría en la BBC independiente)
- Fundación de la Marconi Wireless Telegraph Company of America (activos adquiridos por Radio Corporation of America en 1920)
- Marconi International Marine Communication Co. (M.I.M.C.Co.), fundada en 1900 en Londres
- Compagnie de Télégraphie sans Fil (C.T.S.F.), fundada en 1900 en Bruselas
- Transmisión por haces de luz de onda corta
- Radar
- Televisión
- Aviónica

En 1900, el nombre de la empresa se cambió a "Marconi's Wireless Telegraph Company", creándose la Escuela de Formación de Telegrafistas Inalámbricos de Marconi en 1901. La empresa y la fábrica se trasladaron a New Street Works en 1912 para permitir la expansión de la producción de equipos embarcados, cuya instalación se generalizó tras el hundimiento del transatlántico Titanic en 1912. Junto con empresarios privados, la compañía Marconi formó en 1924 la URI, cuya concesión de transmisiones de radio en régimen de monopolio le fue otorgada por el gobierno de Benito Mussolini en 1924. Después de la Segunda Guerra Mundial, la URI se convirtió en la RAI, que perdura hasta la fecha.
En 1939, se fundó el Centro de Investigación Marconi en Great Baddow, y en 1941 se compró la compañía de instrumental Marconi-Ekco para formar Marconi Instruments.

### Operaciones como filial eléctrica inglesa
Tras la Segunda Guerra Mundial, English Electric adquirió la Compañía Marconi en 1946, que complementó sus otras operaciones: ingeniería eléctrica pesada, aeronaves y su negocio de tracción ferroviaria. En 1948 la empresa se reorganizó en cuatro divisiones:
- Comunicaciones
- Difusión
- Aeronáutica
- Radar

El negocio se había ampliado a 13 divisiones de fabricación en 1965, cuando se llevó a cabo una nueva reorganización. Las divisiones fueron distribuidas en tres grandes grupos:
- Telecomunicaciones
- Electrónica
- Componentes

En este momento, la Compañía Marconi tenía instalaciones en New Street Chelmsford, Baddow, Basildon, Billericay y Writtle, así como en Wembley, Gateshead y Hackbridge. También era propietaria de Marconi Instruments, Sanders Electronics, Eddystone Radio y Marconi Italiana (con sede en Génova). En 1967, Marconi se hizo cargo de Stratton and Company para formar Eddystone Radio.

### Expansión en Canadá
En 1903, Marconi fundó la Marconi's Wireless Telegraph Company of Canada, que pasó a llamarse Canadian Marconi Company en 1925. El negocio de radio de la Compañía Marconi canadiense pasó a ser conocido como Ultra Electronics TCS desde el año 2002 y sus actividades de aviónica como CMC Electronics, propiedad de Esterline desde 2007.

### Expansión como filial de GEC
En 1967 y 1968, English Electric fue objeto de una oferta pública de adquisición por parte de Plessey Company, pero optó por aceptar una oferta de la GEC plc (General Electric public limited company, rama británica independiente de la multinacional estadounidense). Bajo la presión del gobierno del Reino Unido, la sección de computadoras de GEC, English Electric Leo Marconi (EELM), se fusionó con la International Computers and Tabulators (ICT) para formar International Computers Limited (ICL). Los intereses informáticos de Elliott Automation, especializada en computación en tiempo real, se combinaron con los de la División de Automatización de Marconi para formar Marconi-Elliott Computers, que más tarde pasó a llamarse GEC Computers. En 1968 se formaron Marconi Space and Defense Systems y Marconi Underwater Systems.
La Compañía Marconi continuó como la subsidiaria principal de defensa de GEC, GEC-Marconi. Marconi pasó a llamarse GEC-Marconi en 1987. Durante el período 1968–1999, GEC-Marconi/MES experimentó una expansión significativa.
Las adquisiciones que se incorporaron a la empresa y las sociedades establecidas incluyen:
- Las operaciones de defensa de Associated Electrical Industries en 1968, la compañía AEI había sido adquirida en 1967.
- Yarrow Shipbuilders Limited en 1985
- Ferranti empresas de defensa en 1990.
- Ferranti Dynamics en 1992
- Vickers Shipbuilding and Engineering en 1995
- Alenia Marconi Systems en 1998, una empresa de electrónica de defensa, y también una empresa conjunta a partes iguales entre GEC-Marconi y Leonardo S.p.A de Alenia Difesa.
- Tracor en 1998.

Otras adquisiciones incluyen:
- Divisiones de Plessey en 1989 (otras adquiridas por su socio en el acuerdo, Siemens AG, para cumplir con la aprobación regulatoria).
  - Plessey Avionics
  - Sistemas Navales Plessey
  - Criptografía Plessey
  - Sistemas electrónicos Plessey (75 %)
  - Sippican
  - Leigh Instruments

En una importante reorganización de la compañía, GEC-Marconi pasó a llamarse Marconi Electronic Systems en 1996 y se separó de otros activos no relacionados con la defensa.

## Después de 1999
GEC sufrió una gran transformación en 1999. Marconi Electronic Systems, que incluía sus activos inalámbricos, fue vendida a British Aerospace, que luego formó BAE Systems.
Centrándose en su negocio de telecomunicaciones después de la venta de MES, GEC retuvo la marca Marconi y se cambió su nombre a Marconi plc. A BAE se le otorgaron derechos limitados para continuar con el uso del nombre en asociaciones existentes, aunque en 2005 ninguna empresa de BAE usaba ya el nombre de Marconi. Los fuertes gastos y el colapso de las empresas punto-com, llevaron a una nueva reestructuración importante del grupo, ofreciendo a los accionistas el 0,5 % de la nueva compañía, Marconi Corporation plc.
En 1999, se adquirieron Reltec y Fore Systems en el apogeo de las empresas punto-com. Con su posterior colapso, la Corporación Marconi tuvo dificultades financieras.
En octubre de 2005, la firma sueca Ericsson propuso comprar el nombre de Marconi y la mayoría de sus activos. La transacción se completó el 23 de enero de 2006, de forma que el nombre de Marconi todavía puede ser utilizado como marca dentro de Ericsson. En el momento de la adquisición, Ericsson anunció que cambiaría el nombre de los activos de Marconi a Ericsson y mantendría a Marconi solo como el nombre del centro de investigación italiano. Sin embargo, desde entonces la compañía ha etiquetado su línea OMS y su sistema de radio digital de larga distancia como Marconi. El resto de la compañía Marconi pasó a llamarse Telent.